# Черноголовый бабблер
Черноголо́вый ба́бблер (лат. Dumetia atriceps) — вид воробьиных птиц из семейства тимелиевых (Timaliidae), выделяют четыре подвида. Найдены в Западной Индии и в лесах Шри-Ланки. Представляют собой крошечных каштаново-коричневых птиц с тёмной окраской верхней части тела. 
Черноголовые бабблеры достигают в длину 13 см, включая хвост. Верхняя часть хвоста коричневая, нижняя — белая. Радужная оболочка бледно-жёлтого цвета.
Сезон размножения длится с мая по июль. Черноголовые бабблеры вьют гнёзда низко, в кустах. Гнездо обычно состоит из бамбука. В кладке обычно два яйца.